# Justified: Bez przebaczenia
Justified – serial telewizyjny oparty na powieści Elemore'a Leonarda opowiadający o Raylanie Givensie – amerykańskim szeryfie federalnym. Akcja serialu toczy się w Kentucky.
Swoją premierę miał 16 marca 2010 roku w amerykańskiej stacji telewizyjnej FX oraz kanadyjskiej – Super Channel. Premierowy odcinek serialu został wyemitowany w Polsce 5 października 2011 na kanale AXN

## Opis
Zastępca szeryfa Raylan Givens jest staroświeckim pracownikiem US Marshals Service, wykonywający swój zawód bez skrupułów. Doprowadza to go do strzelaniny w Miami, przez co zostaje odesłany do swojej rodzinnej miejscowości w Kentucky, gdzie spotyka dawnych wrogów oraz przyjaciół.

## Obsada

### Główna
- Timothy Olyphant jako Raylan Givens
- Nick Searcy jako Art Mullen
- Erica Tazel jako Rachel Brooks
- Jacob Pitts jako Tim Gutterson
- Joelle Carter jako Ava Crowder
- Natalie Zea jako Winona Hawkins
- Walton Goggins jako Boyd Crowder

### Role drugoplanowe
- Jere Burns jako Wynn Duffy (sezony 1–4, gł. obsada 5–6)
- Raymond J. Barry jako Arlo Givens (sezony 1–4, 6)
- David Meunier jako Johnny Crowder (sezony 1–5)
- Damon Herriman jako Dewey Crowe (sezony 1–3, 5–6)
- M.C. Gainey jako Bo Crowder (sezon 1)
- Brent Sexton jako szeryf Hunter Mosley (sezony 1, 4)
- Linda Gehringer jako Helen Givens (sezony 1–3)
- William Ragsdale jako Gary Hawkins (sezony 1–3)
- Kevin Rankin jako Derek 'Devil' Lennox (sezony 1-3)
- Steven Flynn jako Emmitt Arnett (Season 1-3)
- Kaitlyn Dever jako Loretta McCready (sezony 2–3, 5–6)
- Jim Beaver jako szeryf Shelby (sezony 2–4)
- Abby Miller jako Ellen May (sezony 2–4, 6)
- Jeremy Davies jako Dickie Bennett (sezony 2–3, 5–6)
- Margo Martindale jako Mags Bennett (sezon 2)
- Joseph Lyle Taylor jako Doyle Bennett (sezon 2)
- Brad William Henke jako Coover Bennett (sezon 2)
- Peter Murnik jako Tom Bergen (sezony 2–3)
- James LeGros jako Wade Messer (sezony 2-3)
- Mykelti Williamson jako Ellstin Limehouse (sezon 3–4, 6)
- Neal McDonougn jako Robert Quarles (sezon 3)
- Brendan McCarthy jako Tanner Dodd (sezon 3)
- Demetrius Grosse jako Errol (sezon 3, 6)
- William Mapother jako Delroy (sezon 3)
- Todd Stashwick jako Ash Murphy (sezon 3)
- Jenn Lyon jako Lindsey Salazar (sezony 3-4)
- Ron Eldard jako Colton Rhodes (sezon 4)
- Joe Mazzello jako Billy St. Cyr (sezon 4)
- Patton Oswalt jako konstabl Bob Sweeney (sezon 4)

## Odcinki
| Sezon | Sezon | Odcinki | Oryginalna emisja | Oryginalna emisja | Oryginalna emisja (AXN) | Oryginalna emisja (AXN) | Oryginalna emisja (AXN) |
| Sezon | Sezon | Odcinki | Premiera sezonu   | Finał sezonu      | Premiera sezonu         | Finał sezonu            |                         |
| ----- | ----- | ------- | ----------------- | ----------------- | ----------------------- | ----------------------- | ----------------------- |
|       | 1     | 13      | 16 marca 2010     | 8 czerwca 2010    | 5 października 2011     | 21 grudnia 2011         |                         |
|       | 2     | 13      | 9 lutego 2011     | 4 maja 2011       | 30 marca 2012           | 19 czerwca 2012         |                         |
|       | 3     | 13      | 17 stycznia 2012  | 10 kwietnia 2012  | 14 listopada 2012       | 13 lutego 2013          |                         |
|       | 4     | 13      | 8 stycznia 2013   | 2 kwietnia 2013   | 5 października 2013     | 28 grudnia 2013         |                         |
|       | 5     | 13      | 7 stycznia 2014   | 9 kwietnia 2014   | 7 stycznia 2015         | 1 kwietnia 2015         |                         |
|       | 6     | 13      | 20 stycznia 2015  | 14 kwietnia 2015  | 17 listopada 2015       | 18 lutego 2016          |                         |

## Justified: Miasto strachu
W 2023 roku pojawił się ośmioodcinkowy miniserial Justified: Miasto strachu opowiadający o dalszych przygodach Raylana, który po latach wyrusza do Detroit.